# آلپاین (آریزونا)
الپین، اریزونا (به انگلیسی: Alpine, Arizona) یک منطقهٔ مسکونی در ایالات متحده آمریکا است که در آریزونا واقع شده‌است.

## خصوصیات
الپین ۱٫۶ کیلومترمربع مساحت و ۱۴۵ نفر جمعیت دارد و ۲٬۴۴۲٫۰۹ متر بالاتر از سطح دریا واقع شده‌است.